# Каспа (Республика Алтай)
Каспа (алт. Каспа) — село в Шебалинском муниципальном районе Республики Алтай России, административный центр и единственный населённый пункт Каспинского сельского поселения.

## Археология
В 2018 году недалеко от Каспы на вершине горы Сойок житель села Иван Мундусов обнаружил первые на территории поселения наскальные рисунки (петроглифы). Это композиция, изображающая группу горных козлов.

## История
Согласно Закону Республики Алтай от 13 января 2005 года № 10-РЗ село возглавило образованное муниципальное образование «Каспинское сельское поселение».

## География
Расположен в горно-степной зоне северо-западной части Республики Алтай и находится по берегам р. Аксу (алт. Аксуу), Тонгасу.
Уличная сеть состоит из пяти географических объектов: ул. Аксуу, ул. К.Телёсова)также пишется как К.Телесова), ул. Манакудюр, ул. Чанкыр, ул. Чибит.
Абсолютная высота 1042 метров выше уровня моря
.

## Население
| 2010 | 2011 | 2012 | 2013 | 2014 | 2015 |
| ---- | ---- | ---- | ---- | ---- | ---- |
| 360  | →360 | ↗364 | ↗366 | ↗367 | ↗371 |
| 2016 | 2017 | 2018 | 2019 | 2020 | 2021 |
| ↗372 | ↘368 | ↗371 | ↗375 | ↘365 | ↘329 |

## Известные жители
В Каспе родился Кюгей Чырбыкчинович Телесов (4 июня 1937 — 28 сентября 2000), алтайский писатель и поэт.

## Инфраструктура
Администрация Каспинского сельского поселения (ул. К.Телёсова, 57).
МБОУ «Каспинская основная общеобразовательная школа» (ул. К.Телёсова, 44)
экономика
Животноводство, сельское хозяйство.

## Транспорт
Проходит автодорога регионального значения «Шебалино — Каспа»